# Eugagrella bimaculata
Eugagrella bimaculata is een hooiwagen uit de familie Sclerosomatidae.